# Saffres
Saffres település Franciaországban, Côte-d’Or megyében. Lakosainak száma 120 fő (2022. január 1.). Saffres Massingy-lès-Vitteaux, Avosnes, Boussey, Uncey-le-Franc, Villy-en-Auxois és Vitteaux községekkel határos.

## Népesség
A település népessége az elmúlt években az alábbi módon változott:
| Lakosok száma | 122  | 113  | 115  | 118  | 129  | 120  | 115  | 115  | 117  | 120  |
|               | 1968 | 1982 | 1990 | 2006 | 2013 | 2015 | 2017 | 2019 | 2020 | 2022 |